# Campylobacter jejuni
Campylobacter jejuni is een kleine gramnegatieve bacterie behorende tot het geslacht Campylobacter. Het is een van de meest voorkomende oorzaken van voedselinfecties in Europa en de Verenigde Staten. De overgrote meerderheid van de gevallen doet zich voor als geïsoleerde gebeurtenissen, niet als onderdeel van grotere uitbraken. Actief toezicht via het Foodborne Diseases Active Surveillance Network (FoodNet) geeft aan dat elk jaar ongeveer 20 gevallen worden gediagnosticeerd op elke 100.000 personen in de VS, terwijl veel meer gevallen niet gediagnosticeerd of niet gerapporteerd zijn; de CDC schat een totaal van 1,5 miljoen besmettingen per jaar. De Europese Autoriteit voor voedselveiligheid rapporteerde in 2018 246.571 gevallen en schatte ongeveer negen miljoen gevallen van campylobacteriose bij de mens per jaar in de Europese Unie.
Campylobacter jejuni maakt deel uit van een bacteriegeslacht dat wereldwijd tot de meest voorkomende oorzaken van bacteriële infecties bij mensen behoort. Campylobacter betekent "gebogen staaf", afgeleid van het Griekse kampylos (gebogen) en baktron (staaf). Van zijn vele soorten wordt C. jejuni beschouwd als een van de belangrijkste, zowel vanuit microbiologisch oogpunt als vanuit het oogpunt van de volksgezondheid.
C. jejuni wordt vaak geassocieerd met gevogelte en wordt ook vaak aangetroffen in dierlijke uitwerpselen. Campylobacter is een schroeflijnvormig gevormde, niet-sporenvormende, gramnegatieve, micro-aerofiele, niet-fermenterende beweeglijke bacterie met een flagellum aan een of beide polen, die eveneens oxidase-positief zijn en optimaal groeien bij 37 tot 42 °C. Bij blootstelling aan zuurstof uit de lucht kan C. jejuni veranderen in een coccale vorm. Deze soort pathogene bacteriën is wereldwijd een van de meest voorkomende oorzaken van gastro-enteritis bij de mens. Voedselvergiftiging veroorzaakt door Campylobacter- soorten kan ernstig invaliderend zijn, maar is zelden levensbedreigend. Het is in verband gebracht met de daaropvolgende ontwikkeling van het Guillain-Barré-syndroom, dat zich gewoonlijk twee tot drie weken na de eerste ziekte ontwikkelt. Personen met recente C. jejuni-infecties ontwikkelen het Guillain-Barré-syndroom met een snelheid van 0,3 per 1000 infecties, ongeveer 100 keer vaker dan de algemene bevolking. Een andere chronische aandoening die mogelijk verband houdt met een Campylobacter- infectie is reactieve artritis. Reactieve artritis is een complicatie die sterk verband houdt met een bepaalde genetische samenstelling, dat wil zeggen, personen die het menselijke leukocytantigeen B27 (HLA-B27) hebben, zijn het meest vatbaar. Meestal treden de symptomen van reactieve artritis op tot enkele weken na infectie.

## Geschiedenis
In 1886 trof een kinderarts, Theodor Escherich, Campylobacter bacteriën aan in diarree-monsters van kinderen. De eerste isolatie van C. jejuni was in Brussel, België, uit ontlasting van een patiënt met diarree.

## Ziekte
Campylobacteriose is een infectieziekte die wordt veroorzaakt door bacteriën van het geslacht Campylobacter. Bij de meeste mensen die ziek worden met campylobacteriose, ontwikkelen de symptomen zich binnen twee tot vijf dagen na blootstelling aan het organisme en duurt de ziekte doorgaans zeven dagen na het begin. Infectie met C. jejuni resulteert meestal in enteritis, die wordt gekenmerkt door buikpijn, diarree, koorts en malaise. Diarree zelf kan in ernst variëren van losse tot bloederige ontlasting. De ziekte is meestal zelflimiterend. Het reageert echter wel op antibiotica. Ernstige (met koorts, bloed in de ontlasting) of langdurige gevallen kunnen erytromycine, azitromycine, ciprofloxacine of norfloxacine vereisen. Vocht aanvulling  via orale rehydratatiezouten kan nodig zijn en in ernstige gevallen kan intraveneuze vloeistof nodig zijn. Mogelijke complicaties van campylobacteriose zijn onder meer het Guillain-Barré-syndroom en reactieve artritis.

## Pathogenese
Studie naar de pathogenese van C. jejuni toont aan dat, wil dit organisme ziekte veroorzaken, de gevoeligheid van de gastheer en de relatieve virulentie van de infecterende stam beide belangrijk zijn. Infectie is het gevolg van de inname van besmet voedsel of water, en de infectie kan al plaatsvinden vanaf 800 organismen. Om een infectie op gang te brengen, moet het organisme het gastro-intestinale slijm binnendringen, wat het doet met behulp van zijn hoge beweeglijkheid en spiraalvorm. De bacteriën moeten zich dan hechten aan de darm-enterocyten en kunnen vervolgens diarree veroorzaken door het vrijkomen van gifstoffen. C. jejuni geeft verschillende toxines vrij, voornamelijk enterotoxine en cytotoxine, die van stam tot stam variëren en correleren met de ernst van de enteritis. Tijdens infectie stijgen de niveaus van alle immunoglobulineklassen. Hiervan is IgA de belangrijkste omdat het de darmwand kan passeren. IgA immobiliseert organismen, waardoor ze aggregeren en complement activeren, en geeft ook immuniteit op korte termijn tegen de infecterende stam van het organisme. De bacteriën koloniseren de dunne en dikke darm en veroorzaken ontstekingsdiarree met koorts. Ontlasting bevat leukocyten en bloed. De rol van toxines bij pathogenese is onduidelijk. C jejuni- antigenen die kruisreageren met een of meer neurale structuren, kunnen verantwoordelijk zijn voor het triggeren van het Guillain-Barré-syndroom.
Hypoacylated lipopolysaccharide (LPS) van C. jejuni induceert een matige TLR4-gemedieerde ontstekingsreactie bij macrofagen. Een dergelijke LPS- bioactiviteit kan uiteindelijk resulteren in het falen van lokale en systemische bacteriële klaring bij patiënten. Tegelijkertijd kan matiging van antibacteriële reacties in de klinische praktijk voordelig zijn voor geïnfecteerde patiënten, aangezien een dergelijke verzwakte LPS mogelijk niet in staat is om ernstige sepsis te induceren bij gevoelige individuen.
Een van de belangrijkste virulentiefactoren van C. jejuni zijn flagella. Het is bewezen dat het flagellaire eiwit FlaA een van de overvloedig aanwezige eiwitten in de cel is. Flagella is vereist voor beweeglijkheid, biofilmvorming, gastheercelinteracties en gastheerkolonisatie. De productie van flagella is energetisch kostbaar, dus de productie moet vanuit metabool standpunt worden gereguleerd. CsrA is een post-transcriptionele regulator die de expressie van FlaA reguleert door binding aan flaA- mRNA en in staat is de translatie ervan te onderdrukken. CsrA- mutante stammen zijn bestudeerd en de mutante stammen vertonen ontregeling van 120-150 eiwitten die zijn opgenomen in de beweeglijkheid, de adhesie van de gastheercel, de invasie van de gastheercel, de chemotaxis, de weerstand tegen oxidatieve stress, de ademhaling en het aminozuur- en acetaatmetabolisme. Transcriptionele en post-transcriptionele regulatie van flagellaire synthese in C. jejuni maakt een goede biosynthese van flagella mogelijk en het is belangrijk voor de pathogenese van deze bacterie.
Andere belangrijke virulentiefactoren van C. jejuni zijn het vermogen om N-gebonden glycosylering van meer dan 30 eiwitten te produceren. Deze eiwitten zijn belangrijk voor de kolonisatie, hechting en invasie van bacteriën. C. jejuni scheidt Campylobacter invasieve antigenen (Cia) af, wat de beweeglijkheid vergemakkelijkt. De bacterie produceert ook cytolethale opzwellende toxines die deelnemen aan de celcycluscontrole en inductie van gastheercelapoptose. C. jejuni maakt ook gebruik van verschillende adaptatiestrategieën waarbij de gastheerfactoren een rol lijken te spelen bij de pathogenese van deze bacterie.

## Herkomst
C. jejuni wordt vaak geassocieerd met pluimvee en het koloniseert van nature het spijsverteringskanaal van veel vogelsoorten. Alle soorten pluimvee en wilde vogels kunnen gekoloniseerd raken met Campylobacter. Een studie wees uit dat 30% van de Europese spreeuwen in boerderijen in Oxfordshire, Verenigd Koninkrijk, drager waren van C. jejuni. Het komt ook veel voor bij runderen en hoewel het bij deze dieren normaal gesproken een onschadelijke commensaal van het maag-darmkanaal is, kan het bij kalveren campylobacteriose veroorzaken. Het is ook geïsoleerd uit wombat- en kangoeroe- uitwerpselen, wat een oorzaak is van de diarree van bushwalkers. Vervuild drinkwater en ongepasteuriseerde melk vormen een efficiënt distributiemiddel. Besmet voedsel is een belangrijke bron van geïsoleerde infecties, met verkeerd bereid vlees en gevogelte als primaire bron van de bacteriën. Bovendien blijkt uit enquêtes dat 20 tot 100% van de kippen in de detailhandel besmet is. Dit is niet verrassend, aangezien veel gezonde kippen deze bacteriën in hun darmen voeren en vaak in hoge concentraties, tot 108 kve/g. De bacteriën besmetten de karkassen door slechte hygiëne tijdens het slachtproces. Verschillende onderzoeken hebben verhoogde concentraties Campylobacter op de karkassen aangetoond na het verwijderen van de ingewanden. Het kippenmicrobioom is onderzocht om te begrijpen hoe, waarom en wanneer Campylobacter in de kippendarm verschijnt. De impact van industriële productiesystemen op het microbioom van de kippendarm en de prevalentie van Campylobacter zijn ook onderzocht.
Rauwe melk is ook een bron van infecties. De bacteriën zijn vaak aanwezig in gezond vee en door vliegen op boerderijen. Niet-gechloreerd water kan ook een bron van infecties zijn. Goed verhitten van kip, pasteuriseren van melk en chloreren van drinkwater doodt de bacteriën. Campylobacter wordt, in tegenstelling tot Salmonella, niet overgedragen op eieren.

## Mogelijke complicaties
Lokale complicaties van Campylobacter- infecties treden op als gevolg van directe verspreiding vanuit het maag-darmkanaal en kunnen cholecystitis, pancreatitis, peritonitis en massale gastro-intestinale bloeding omvatten. Extraintestinale manifestaties van Campylobacter- infectie zijn vrij zeldzaam en kunnen meningitis, endocarditis, septische artritis, osteomyelitis en neonatale sepsis omvatten. Bacteriëmie wordt gedetecteerd bij <1% van de patiënten met enteritis veroorzaakt door Campylobacter en komt het meest voor bij immuungecompromitteerde patiënten of bij zeer jonge of zeer oude patiënten. Voorbijgaande bacteriëmie bij immunocompetente gastheren met enteritis veroorzaakt door C. jejuni enteritis kan vaker voorkomen, maar wordt niet gedetecteerd omdat de meeste stammen snel worden geklaard door de dodende werking van normaal menselijk serum en omdat bloedkweken niet routinematig worden uitgevoerd bij patiënten met acute gastro-intestinale aandoeningen.
Ernstige systemische ziekte veroorzaakt door Campylobacter-infectie komt zelden voor, maar kan leiden tot sepsis en overlijden. Het sterftecijfer voor een Campylobacter-infectie is 0,05 per 1000 infecties. Een belangrijke mogelijke complicatie die C. jejuni kan veroorzaken, is bijvoorbeeld het Guillain-Barré-syndroom (GBS), dat neuromusculaire verlamming veroorzaakt bij een aanzienlijk percentage van degenen die eraan lijden. Na verloop van tijd is de verlamming meestal tot op zekere hoogte omkeerbaar; niettemin blijft ongeveer 20% van de patiënten met GBS gehandicapt en overlijdt ongeveer 5%. Een andere chronische aandoening die mogelijk verband houdt met een Campylobacter-infectie is reactieve artritis. Reactieve artritis is een complicatie die sterk verband houdt met een bepaalde genetische samenstelling. Dat wil zeggen, personen die het menselijke leukocytantigeen B27 (HLA-B27) hebben, zijn het meest vatbaar. Meestal treden de symptomen van reactieve artritis op tot enkele weken na infectie.

## Epidemiologie

### Frequentie

#### Verenigde Staten
Jaarlijks komen naar schatting 2 miljoen gevallen van Campylobacter enteritis voor, goed voor 5 à 7% van de gevallen van gastro-enteritis. Campylobacter- organismen hebben een groot dierenreservoir, met tot 100% pluimvee, inclusief kippen, kalkoenen en watervogels, met asymptomatische darminfecties. De belangrijkste reservoirs van C. fetus zijn runderen en schapen. Desalniettemin is de incidentie van Campylobacter-infecties afgenomen. Veranderingen in de incidentie van door kweek bevestigde Campylobacter-infecties worden sinds 1996 gevolgd door het Foodborne Diseases Active Surveillance Network (FoodNet). In 2010 vertoonde de incidentie van Campylobacter een afname van 27% in vergelijking met 1996–1998. In 2010 was de incidentie 13,6 gevallen per 100.000 inwoners, en dit veranderde niet significant in vergelijking met 2006-2008.

#### Internationaal
C. jejuni- infecties komen wereldwijd zeer veel voor, hoewel exacte cijfers niet beschikbaar zijn. Nieuw-Zeeland rapporteerde het hoogste nationale percentage campylobacteriose, dat in mei 2006 een hoogtepunt bereikte met 400 per 100.000 inwoners.

#### Geslacht
Campylobacter-organismen worden vaker bij mannen dan bij vrouwen geïsoleerd. Homoseksuele mannen lijken een verhoogd risico te lopen op infectie met atypische Campylobacter-soorten zoals Helicobacter cinaedi en Helicobacter fennelliae.

#### Leeftijd
Campylobacter-infecties kunnen in alle leeftijdsgroepen voorkomen. Studies tonen een piekincidentie aan bij kinderen jonger dan 1 jaar en bij mensen van 15–29 jaar. Het leeftijdsspecifieke percentage is het hoogst bij jonge kinderen. In de Verenigde Staten was de incidentie van Campylobacter-infectie in 2010 het hoogst bij kinderen jonger dan 5 jaar en bedroeg 24,4 gevallen per 100.000 inwoners. Het percentage ontlastingskweken dat positief is voor Campylobacter-soorten is echter het grootst bij volwassenen en oudere kinderen.

## Behandeling
Patiënten met een Campylobacter-infectie moeten veel vocht drinken zolang de diarree duurt om de hydratatie te behouden. Patiënten moeten ook rust krijgen. Als hij of zij niet genoeg kan drinken om uitdroging te voorkomen of als de symptomen ernstig zijn, is medische hulp aangewezen. In ernstigere gevallen kunnen bepaalde antibiotica worden gebruikt en deze kunnen de duur van de symptomen verkorten als ze vroeg in de ziekte worden gegeven. Bovendien is het handhaven van de elektrolytenbalans, en niet de behandeling met antibiotica, de hoeksteen van de behandeling van Campylobacter enteritis. De meeste patiënten met deze infectie hebben inderdaad een zelfbeperkende ziekte en hebben helemaal geen antibiotica nodig. Desalniettemin moeten antibiotica worden gebruikt in specifieke klinische omstandigheden. Deze omvatten hoge koorts, bloederige ontlasting, langdurige ziekte (symptomen die > 1 week aanhouden), zwangerschap, infectie met HIV en andere immuungecompromitteerde toestanden.

## Preventie
Maatregelen bij voedselverwerking kunnen Campylobacter-infecties helpen voorkomen:
- Verhit alle gevogelteproducten grondig (>74 °C);  zorg ervoor dat het vlees gaar is (niet meer roze) en dat eventuele sappen helder zijn;
- Was uw handen met zeep voordat u voedsel klaarmaakt;
- Was uw handen met zeep na het hanteren van rauw voedsel van dierlijke oorsprong en voordat u iets anders aanraakt;
- Voorkom kruisbesmetting in de keuken door aparte snijplanken te gebruiken voor voedsel van dierlijke oorsprong en ander voedsel en door alle snijplanken, werkbladen en keukengerei grondig schoon te maken met zeep en heet water na het bereiden van rauw voedsel van dierlijke oorsprong;
- Drink geen ongepasteuriseerde melk of onbehandeld oppervlaktewater;
- Zorg ervoor dat mensen met diarree, vooral kinderen, hun handen zorgvuldig en regelmatig wassen met zeep om het risico van verspreiding van de infectie te verkleinen;
- Was uw handen met zeep na contact met uitwerpselen van huisdieren.

## Genoom
Het genoom van C. jejuni stam NCTC11168 werd gepubliceerd in 2000 en bleek te bestaan uit 1.641.481 basenparen (30,6% G+C) waarvan wordt voorspeld dat ze coderen voor 1654 eiwitten en 54 stabiele RNA- soorten. Het genoom is ongebruikelijk doordat vrijwel geen insertiesequenties of faag-geassocieerde sequenties en zeer weinig herhalingssequenties worden gevonden. Een van de meest opvallende bevindingen in het genoom was de aanwezigheid van hypervariabele sequenties. Deze korte homopolymere runs van nucleotiden werden gewoonlijk aangetroffen in genen die coderen voor de biosynthese of modificatie van oppervlaktestructuren, of in nauw verbonden genen met een onbekende functie. De schijnbaar hoge mate van variatie van deze homopolymere delen kan belangrijk zijn in de overlevingsstrategie van C. jejuni. Het genoom werd in 2007 opnieuw geannoteerd, waarbij 18,2% werd bijgewerkt.
De eerste transposon-mutagenese controles onthulden 195 essentiële genen, hoewel dit aantal waarschijnlijk zal toenemen bij verdere analyse.

## Natuurlijke genetische transformatie
C. jejuni is van nature in staat tot genetische transformatie. Natuurlijke genetische transformatie is een proces waarbij DNA-overdracht van de ene bacterie naar de andere via het tussenliggende medium plaatsvindt, en de integratie van de donorsequentie in het ontvangende genoom door homologe recombinatie. C. jejuni neemt vrijelijk vreemd DNA op dat genetische informatie bevat die verantwoordelijk is voor antibioticaresistentie. Antibioticumresistentiegenen worden in biofilms vaker overgedragen dan tussen planktoncellen (enkele cellen die in vloeibare media drijven).

## Laboratoriumkenmerken
| Kenmerkend                     | Resultaat |
| ------------------------------ | --------- |
| Groei op 25 °C                 | -         |
| Groei op 35-37 °C              | +         |
| Groei op 42 °C                 | +         |
| Nitraatreductie                | +         |
| Catalase-test                  | +         |
| Oxidase-test                   | +         |
| Groei op MacConkey-agar        | +         |
| Motiliteit (nat)               | +         |
| Glucose gebruik                | -         |
| Hippurate hydrolyse            | +         |
| Weerstand tegen nalidixinezuur | -         |
| Weerstand tegen cefalothin     | +         |

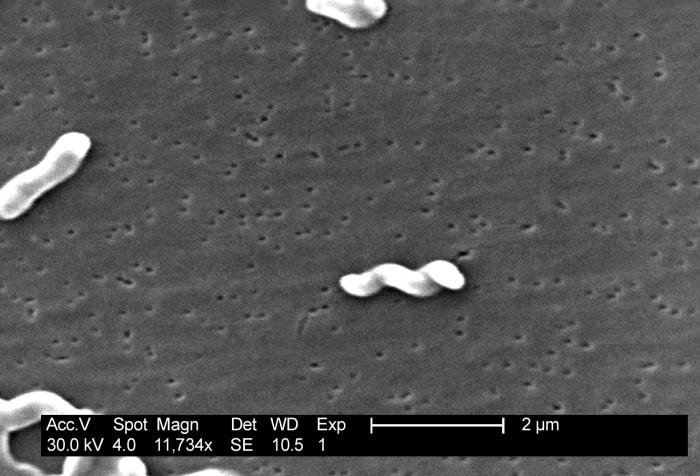
Foto met behulp van scanning-elektronenmicroscoop van een aantal Campylobacter jejuni- bacteriën

Onder lichtmicroscopie heeft C. jejuni een karakteristieke "zeemeeuw"-vorm als gevolg van zijn spiraalvorm. Campylobacter wordt gekweekt op speciaal selectieve "CAMP" -agarplaten bij 42 °C, de normale lichaamstemperatuur van vogels, in plaats van 37 °C, de temperatuur waarbij de meeste andere pathogene bacteriën worden gekweekt. Omdat de kolonies oxidase- positief zijn, groeien ze meestal maar in geringe hoeveelheden op de platen. Micro-aerofiele omstandigheden zijn vereist voor weelderige groei. Een selectief bloedagarmedium (Skirrow's medium) kan worden gebruikt. Een grotere selectiviteit kan worden verkregen met een cocktail van antibiotica: vancomycine, polymixine-B, trimethoprim en actidion (Preston's agar), en groei onder micro-aërofiele omstandigheden bij 42 °C.